# Jan Drozg
Jan Drozg (* 1. April 1999 in Maribor) ist ein slowenischer Eishockeyspieler, der seit November 2024 bei Kunlun Red Star aus der Kontinentalen Hockey-Liga (KHL) unter Vertrag steht und dort auf der Position des linken Flügelstürmers spielt. Zuvor war Drozg hauptsächlich in der American Hockey League (AHL) aktiv.

## Karriere
Jan Drozg begann seine Karriere als Eishockeyspieler in seiner Heimatstadt in der Nachwuchsabteilung des HDK Maribor, für den er in der Saison 2014/15 sein Debüt für die Profimannschaft des Vereins in der slowenischen Eishockeyliga gab. Auf Leihbasis spielte er auch für den HK Celje in der Erste Bank Juniors League und wurde dort 2015 Topscorer, Torschützenkönig und bereitete auch die meisten Tore vor. Anschließend wechselte der Flügelspieler in die Nachwuchsabteilung des schwedischen Vereins Leksands IF, wo er zwei Jahre lang vorwiegend in den U18-Mannschaften in der U18 Elit und der U18 Allsvenskan spielte, aber auch vereinzelt im U20-Team in der J20 SuperElit zum Einsatz kam. Bereits 2016 war er im CHL Import Draft von den Huskies de Rouyn-Noranda in der ersten Runde als insgesamt 54. Spieler gezogen worden, blieb aber zunächst in Schweden. Daraufhin wurde er im Folgejahr von den Cataractes de Shawinigan ebenfalls in der ersten Runde als insgesamt 41. Spieler gedraftet und entschied sich nun zum Sprung nach Kanada, wo er seither in der Ligue de hockey junior majeur du Québec spielt. Im selben Jahr wurde er beim NHL Entry Draft 2017 von den Pittsburgh Penguins in der fünften Runde als insgesamt 152. Spieler ausgewählt, spielte jedoch noch zwei weitere Jahre in Shawinigan.
Nach jeweiligen Kurzeinsätzen in den beiden Vorjahren wechselte er zur Saison 2019/20 fest zu den Wilkes-Barre/Scranton Penguins aus der American Hockey League (AHL), dem Farmteam Pittsburghs. Von dort wurde er auch zeitweise zu den Wheeling Nailers in die drittklassige ECHL geschickt. Im Oktober 2020 kehrte er leihweise bis zum Start der Spielzeit 2020/21 in seine Heimat zurück, wo er zwischenzeitlich für den HK Olimpija Ljubljana auflief. Mit Olimpija gewann er 2021 die Alps Hockey League, obwohl er zum Zeitpunkt des Gewinn bereits wieder in der AHL spielte. Im März 2022 verliehen ihn die Penguins an die Grand Rapids Griffins aus der AHL, sodass er zu etwa gleichen Teilen in Wilkes-Barre/Scranton sowie bei den Griffins auflief. Anschließend wurde sein im Sommer 2022 auslaufender Vertrag nicht verlängert und er wechselte im Oktober desselben Jahres zu Amur Chabarowsk in die Kontinentale Hockey-Liga (KHL). Bei Amur war der Slowene etwas mehr als zwei Jahre aktiv, ehe er im November 2024 im Tausch für Matt Jurusik an den chinesischen Ligakonkurrenten Kunlun Red Star abgegeben wurde.

### International
Für Slowenien nahm Drozg im Juniorenbereich an den U18-Weltmeisterschaften der Division I 2015, 2016, als er zum besten Stürmer des Turniers und zum besten Spieler seiner Mannschaft gewählt wurde, und 2017, als er als Tobscorer und bester Vorbereiter erneut auch zum besten Stürmer des Turniers und besten Spieler seiner Mannschaft gewählt wurde, teil. Mit der slowenischen U20-Auswahl spielte er bei den Juniorenweltmeisterschaften 2017, 2018, als er gemeinsam mit dem Polen Bartłomiej Jeziorski zweitbester Torschütze nach dessen Landsmann Alan Łyszczarczyk war und zum besten Spieler seiner Mannschaft gewählt wurde, und 2019, als er bester Stürmer, Topscorer, bester Vorbereiter und bester Spieler seiner Mannschaft maßgeblich zum Aufstieg der Slowenen von der B- in die A-Gruppe beitrug, ebenfalls in der Division I.
Im Seniorenbereich stand er erstmals im Aufgebot seines Landes bei der Weltmeisterschaft der Division IA 2018. Auch in den Jahren 2019, als er Topscorer wurde und auch die beste Plus/Minus-Bilanz des Turniers aufwies, sowie 2024 spielte er für die Slowenen in der Division IA. Zudem vertrat er sein Heimatland bei den Qualifikationsturnieren für die Olympischen Winterspiele 2022 in Peking und 2026 in Mailand. Sein erstes Turnier in der Top-Division hatte Drozg im Rahmen der Weltmeisterschaft 2023 absolviert. Zwei Jahre später gehörte der Stürmer bei der Weltmeisterschaft 2025 erneut zum Aufgebot.

## Erfolge und Auszeichnungen
- 2015 Topscorer, Torschützenkönig und meiste Vorlagen der Erste Bank Juniors League
- 2021 Gewinn der Alps Hockey League mit dem HK Olimpija Ljubljana

### International
| - 2016 Bester Stürmer der U18-Junioren-Weltmeisterschaft der Division IB - 2017 Aufstieg in die Division IA bei der U18-Junioren-Weltmeisterschaft der Division IB - 2017 Topscorer der U18-Junioren-Weltmeisterschaft der Division IB - 2017 Bester Vorlagengeber der U18-Junioren-Weltmeisterschaft der Division IB - 2017 Bester Stürmer der U18-Junioren-Weltmeisterschaft der Division IB - 2019 Topscorer der Weltmeisterschaft der Division IA | - 2019 Aufstieg in die Division IA bei der U20-Junioren-Weltmeisterschaft der Division IB - 2019 Topscorer der U20-Junioren-Weltmeisterschaft der Division IB - 2019 Bester Vorlagengeber der U20-Junioren-Weltmeisterschaft der Division IB - 2019 Bester Stürmer der U20-Junioren-Weltmeisterschaft der Division IB - 2024 Aufstieg in die Top-Division bei der Weltmeisterschaft der Division IA |

## Karrierestatistik
Stand: Ende der Saison 2024/25

### International
Vertrat Slowenien bei:
| - U18-Junioren-Weltmeisterschaft der Division IB 2015 - U18-Junioren-Weltmeisterschaft der Division IB 2016 - U20-Junioren-Weltmeisterschaft der Division IB 2017 - U18-Junioren-Weltmeisterschaft der Division IB 2017 - U20-Junioren-Weltmeisterschaft der Division IB 2018 - Weltmeisterschaft der Division IA 2018 - U20-Junioren-Weltmeisterschaft der Division IB 2019 | - Weltmeisterschaft der Division IA 2019 - Qualifikationsturnier für die Olympischen Winterspiele 2022 - Weltmeisterschaft 2023 - Weltmeisterschaft der Division IA 2024 - Qualifikationsturnier für die Olympischen Winterspiele 2026 - Weltmeisterschaft 2025 |

(Legende zur Spielerstatistik: Sp oder GP = absolvierte Spiele; T oder G = erzielte Tore; V oder A = erzielte Assists; Pkt oder Pts = erzielte Scorerpunkte; SM oder PIM = erhaltene Strafminuten; +/− = Plus/Minus-Bilanz; PP = erzielte Überzahltore; SH = erzielte Unterzahltore; GW = erzielte Siegtore; 1 Play-downs/Relegation; Kursiv: Statistik nicht vollständig)